# Planèzes
Planèzes település Franciaországban, Pyrénées-Orientales megyében. Lakosainak száma 96 fő (2022. január 1.). Planèzes Latour-de-France, Cassagnes és Rasiguères községekkel határos.

## Népesség
A település népességének változása:
| Lakosok száma | 108  | 105  | 104  | 99   | 96   | 93   | 90   | 93   | 96   |
|               | 2013 | 2015 | 2016 | 2017 | 2018 | 2019 | 2020 | 2021 | 2022 |